# Cascade de l'Arpenaz
La cascade de l'Arpenaz, est une chute d'eau du massif du Faucigny, située en France dans le département de Haute-Savoie, sur la commune de Sallanches. La cascade est alimentée par le torrent de l'Arpenaz, qui afflue l'Arve. Le site de la cascade a été classé par décret du 12 septembre 1991 et appartient au patrimoine géologique de la région Auvergne-Rhône-Alpes.

## Toponymie
Arpenaz en l'absence de formes anciennes s'analyse sur la base de deux éléments celtiques (gaulois) *Ar- (non attesté) qui signifierait « eau vive » et *pen- signifiant « tête rocheuse », comprendre gaulois penno- « tête » utilisé dans un sens imagé. D’une hauteur de 270 m la cascade d’Arpenaz domine le hameau de Luzier.
Selon une autre explication Arpenaz désignerait une limite de pagus, les sites naturels servaient de points de repères pour délimiter les territoires. Le gaulois Are-penno ou autrement Arepennis désignent un « bout de terrain » ou une « extrémité ». Il est composé de are « devant, près de, à l'est de »  et de penno « tête, extrémité ».

## Géographie
La cascade de l'Arpenaz se situe sur le flanc occidentale du massif du Faucigny, composante du massif du Giffre, à quelques kilomètres au nord de Sallanches. Elle comporte un saut majeur de 270 m de haut suivi par deux sauts de hauteur pluri-métrique et de plus faible importance à sa base.

### Géologie

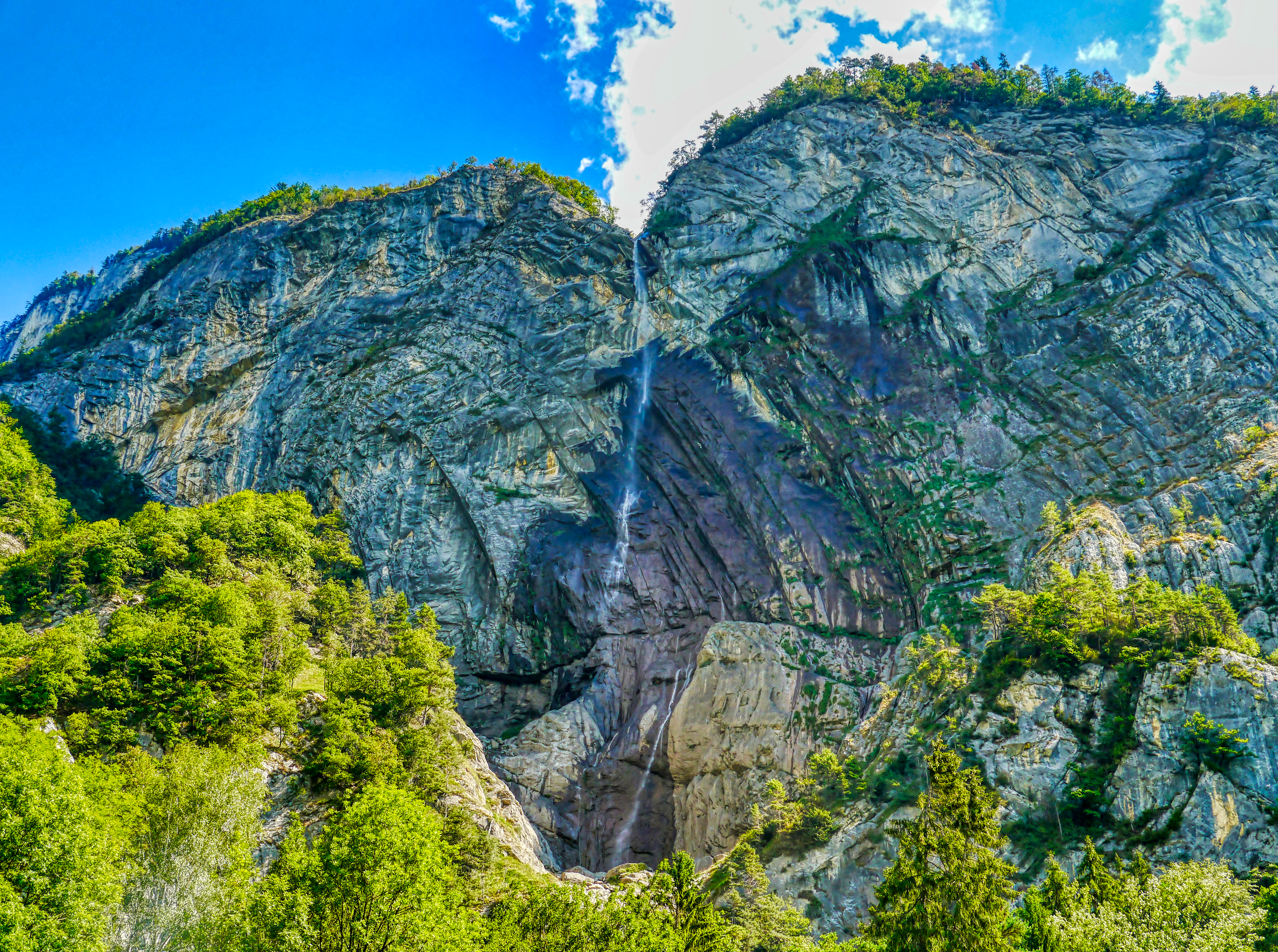
Pli synclinal déversé d'Arpenaz

De par sa localisation dans le massif du Giffre, le cascade de l'Arpenaz est située dans les séries calcaires jurassiques des nappes subalpines (domaine helvétique). Le long de la vallée de l'Arve, ces séries calcaires alternant avec des intervalles marneux, forment des plis renversés d'échelle hectométrique, dont le célèbre pli de l'Arpenaz où se situe la cascade, et sont en disharmonie avec les plis des séries d'âge crétacé à paléogène de plus grande longueur d'onde et qui les surmontent,.
Ce pli en « S » correspond, de bas en haut, à une succession renversée synclinal - anticlinal des calcaires tithoniques (Oxfordien supérieur à Berriasien inférieur), équivalent de la formation de Quinten en Suisse. Ce sont des calcaires fins benthiques de couleur sombre et organisés en bancs décimétriques. La cascade débute sur le flanc renversé du pli et traverse les calcaires tithoniques dans toute l'épaisseur. Le torrent s'écoule ensuite vers l'Arve à travers les sédiments quaternaires d'un ancien cône de déjection.

## Histoire
Au début du XXe siècle, en 1911, un passage fut taillé, en encorbellement dans la falaise de la montagne de Véran dominant la gorge de la cascade de l’Arpenaz.